# Endopatia
Lendopatia és la traducció del concepte estètic i filosòfic provinent de l'alemany einfühlung, fusió de visió i sentiment que té lloc quan es projecta el subjecte els seus sentiments sobre l'objecte intuït. També es pot traduir com empatia o simpatia estètica, o fins i tot projecció sentimental.

## Teoria de l'endopatia
L'estudi de les preferències subjectives envers formes era un dels fronts de l'estètica experimental i se'n van obtenir importants conclusions com les estadístiques elaborades per Fechner. Les tesis de la teoria de l'einfühlung es fonamenten en primer lloc en la noció del concepte de sentiment, entès únivocament, car els seus diferents tipus de manifestació, plaer, dolor, no són més que tonalitats d'una única realitat. El sentiment és concebut per l'endopatia com una acció espiritual absolutament lliure tant que es regeix i corregeix només internament, sense necessitat de comportar-se d'acord amb unes regles com succeeix en el pensament lògic. El sentiment pren les formes exteriors com símbols de la pròpia vida, per això l'extrema llibertat sentimental és crucial per afavorir l'empatia, atès que permet equiparar la multiplicitat del món amb la diversitat del jo. En aquesta correspondència el sentiment esdevé un acte de comprensió i d'introspecció, però sobretot converteix l'activitat perceptiva general en experiència estètica, en gaudi front a l'objecte per transferència dels sentiments subjectius.
Per a l'endopatia, l'empatia es presenta com un esquema psicològic de la creació artística, segons el qual allò essencial de l'obra no és el motiu ni el tema sinó el propi artista i la seva vida espiritual, la seva expressió mitjançant la projecció sobre les formes del món. Així doncs es tracta d'una concepció de l'art com expressió.
Alguns dels moviments units a aquesta teoria són l'Art Nouveau, el modernisme o l'expressionisme. Els seus autors teòrics més rellevants són Friedrich Theodor Vischer, Theodor Lipps, Johannes Volket o Wilhelm Worringer.